# Половинка (Увельский район)
Полови́нка — село в Увельском районе Челябинской области. Административный центр Половинского сельского поселения.
Глава сельского поселения - Галеев Александр Сергеевич 

## География
В селе расположено озеро Солёное. Расстояние до районного центра, Увельского, 20 км.

## Население
| 2002 | 2010 |
| ---- | ---- |
| 965  | ↘956 |

По данным Всероссийской переписи, в 2010 году численность населения села составляла 956 человек (465 мужчин и 491 женщина).

## Улицы
Уличная сеть села состоит из 6 улиц и 4 переулков.